# Elattogarypus somalicus
Elattogarypus somalicus är en spindeldjursart som beskrevs av Volker Mahnert 1984. Elattogarypus somalicus ingår i släktet Elattogarypus och familjen gammelekklokrypare. Inga underarter finns listade i Catalogue of Life.